# Wyvern (группа, Швеция)
Wyvern — шведская пауэр-метал-группа, образованная в 1994 году.

## История
Музыкальный коллектив Wyvern был сформирован летом 1994 года гитаристами Йонасом Берндтом и Андреасом Сьестремом. Немногим позже к сооснователям присоединились басист Петтер Броман, ударник Мике Хенрикссон, а также сессионный вокалист Альбрехт Марченстольц. Таким составом команда летом 1995 года записывает свой дебютный музыкальный материал — демо March of Metal. В дальнейшем коллектив начинает активные поиски постоянного вокалиста, но подходящей кандидатуры не обнаруживается. Всё это ещё осложняется и тем, что состав Wyvern покидает ударник Хенрикссон, на замену которого, правда, быстро был найден Томас Ванаанен, который также пел в Thyrfing. Летом 1996 года команда записывает вторую демозапись The Ancient Sword, на которой опять спел сессионный вокалист — Хенрик Хедберг.
Начало 1998 года знаменуется заключением договора с немецким лейблом B.O. Records, который выпускает дебютный полноформатный альбом The Wildfire. На записи пел очередной новый вокалист — Дэвид Сперлинг. Участники группы в целом оказались разочарованы релизом, так как вокалист, по их мнению, не очень справился со своими партиями; продюсирование было на низком уровне, а из-за ошибки изготовления матрицы несколько переходящих друг в друга композиций получились разделёнными двухсекундными паузами. После выпуска альбома состав покидает ударник Ванаанен, решивший полностью сосредоточиться на Thyrfing, а также вокалист Сперлинг, которого уйти попросили остальные участники. Замена ушедшим находится в лице Петера Наги и Тони Кокмута соответственно. Осенью 1999 года коллектив записывает второй полноформатный альбом и в 2000 году он издаётся лейблом No Fashion Records. Ещё до выпуска релиза состав команды покинул Петтер Броман (его место занял Йонас Берндт), а место второго гитариста занял вокалист Хенрик Хедберг. В начале 2002 году Wyvern покидает Берндт и басистом снова становится ушедший Броман.

## Состав

### Последний известный состав
- Тони Кокмут (Toni Kocmut) — вокал
- Андреас Сьестрем (Andreas Sjöström) — гитара
- Хенрик Хедберг (Henrik Hedberg) — гитара, сессионный вокал на демо The Ancient Sword
- Петтер Броман (Petter Broman) — бас
- Петер Наги (Peter Nagy) — ударные

### Бывшие участники
- Альбрехт Марченстольц (Albrecht Märchenstoltz) — сессионный вокал на демо March of Metal
- Дэвид Сперлинг (David Sperling) — вокал на альбома The Wildfire
- Йонас Берндт (Jonas Berndt) — гитара
- Мике Хенрикссон (Micke Henriksson) — ударные (1995—1996)
- Томас Ванаанен (Thomas Väänänen) — ударные (1996—1999)

## Дискография
- 1995 — March of Metal (демо)
- 1997 — The Ancient Sword (демо)
- 1998 — The Wildfire
- 2000 — No Defiance of Fate